# Teodoro Aparicio Barberán
Teodoro Aparicio Barberán (Énguera, 1967), més conegut com a Teo Aparicio, és un músic valencià director d'orquestra i banda, compositor i professor.

## Biografia
Teo Aparicio s'inicia en la música a la banda d'Énguera (la Canal de Navarrés) amb el saxòfon. Va seguir la seua formació al Conservatori Professional Luis Milà de Xàtiva (la Costera), al Conservatori Professional Mestre Vert de Carcaixent (la Ribera Alta) i al Conservatori Superior Joaquín Rodrigo de València, aconseguint dos mencions d'Honor en el grau mitjà i superior en el Concurs per a premi extraordinari. Han sigut els seus professors de saxòfon Francisco Moral, Miguel Llopis i Gregorio Castellano, ampliant els seus estudis posteriorment amb Antonio Daniel, Manuel Miján, Pedro Iturralde i Jean Marie Londeix. Paral·lelament estudia contrabaix, piano, harmonia, contrapunt, fuga, composició i direcció d'orquestra amb, entre d'altres, Bernat Adam Ferrero o Luis Blanes.
En la vessant compositiva, Aparicio Barberán destaca amb un extens repertori bandístic que ha estat interpretat arreu del món a prestigiosos certàmens com l'Internacional de Kerkrade (Països Baixos) per formacions o solistes de renom.
Ha sigut director titular de les bandes d'Énguera, la Font de la Figuera, Banda Simfònica de Castelló de la Ribera, Banda Simfònica de l'AM “L´Amistat” de Quart de Poblet, de la Unió Musical d'Alaquàs i de la Primitiva Setabense de Xátiva aconseguint al capdavant de les mateixes diferents premis. També ha sigut fundador i primer director de l'orquestra de cambra ”Gaspar Cassadó” i director de la Kamerata Orquestale.
Com a director convidat ha realitzat concerts amb l'O.M. de Monserrat, Orquestra de cambra de L'Empordà, Ensemble i Cor M. Palau, Banda “Lira Saguntina”, Banda Simfònica de l'Ateneu Musical i d'Ensenyament Banda Primitiva de Lliria, Banda Municipal de Palma, Banda Municipal d'Alacant, Banda Simfònica “L'artística” de Bunyol, Orquestra Simfònica d'Albacete, Banda Municipal de València, Banda Municipal de la Corunya, la Banda Simfònica del Ministeri de Defensa Rus i la Banda Municipal de Nishinomiya al Japó. És director honorífic de la Banda Simfònica “L'Entusiasta” de Benifairó de la Valldigna.

## Discografia
Com a compositor:
- In the Picture. Composer´s Portrait Vol. 1 (2011), inclou:
- # Entrance of the Queen
- # RadiObertura
- # Destellos en la Penumbra
- # A Bandolero Story
- # Festa das Fogaceiras
- # The Rise of the Phoenix
- # Lacerated Heart
- # The Man I Want to Be
- # New Times
- # Symphony No. 1: Asgard
- # The Door of Vallhalla
- # The Guard of the Clouds
- # Crazy Man

Com a compositor amb altres autors:
- Retrobem la Nostra Música nº 31 per la banda de la Unió Musical Santa Cecília d'Énguera que interpreten "Imatges a Contrallum".[2]
- Hand in hand. Ferrer Ferran i Teo Aparicio-Barberán (2013) per la Banda Sinfónica Amigos do Branca (Portugal) que interpreten "Imatges a Contrallum".
- Retrobem la Nostra Música nº 29 per l'Orquestra de Societat Musical “L'Artística” de Bunyol que interpreten "El Mimo" (per a dos trompes i orquestra).[3]
- Pax et bonum (2012) per la banda de la Societat Musical L'Artística de Bunyol i l'Orfeó Universitari de València que interpreten "Cue sheets-Divertimento for band".[4]
- Portraits of Spain que inclou l'obra homònima
- Niflheim que inclou "A Bandolero Story"
- Rubicon que inclou "Festa das Fogaceiras"
- States of mind per la Royal Band of the Belgian Guides que inclou la simfonia homònima
- Fables and fantasies per la Poliza Musikkorps Baden Wüttemberg que inclou l'obra "Entrance of the Queen"
- Devil's Island que inclou "RadiObertura"
- La cucina italiana que inclou "Destellos En La Penumbra" i "Portraits Of Spain"

Com a director:
- Retrobem la Nostra Música nº 26 dirigint la Banda de la Societat Musical La Primitiva de Xàtiva que interpreten "Racons d'estiu" de Luís Blanes.
- 40 aniversari. Recopilació 2008-2009 dirigint la banda de la Federació de Societats Musicals de la Comunitat Valenciana amb repertori d'autors valencians.
- Gustavo Pascual Falcó. Mas allá de Paquito el Chocolatero dirigint la banda de la Federació de Societats Musicals de la Comunitat Valenciana amb repertori de Gustau Pascual Falcó.